# Marian Józef Dąbrowski
Marian Józef Dąbrowski (ur. 1929, zm. 2 czerwca 2021) – polski nauczyciel i działacz kombatancki.
W trakcie II wojny światowej działał w Podziemnej Organizacji Niepodległościowej. Po wojnie przez wiele lat związany był z rawicką oświatą, jako nauczyciel i inspektor oświaty. Był między innymi nauczycielem historii w rawickim Liceum Ogólnokształcącym. Jako działacz kombatancki piastował funkcję prezesa Koła Związku Kombatantów RP i Byłych Więźniów Politycznych w Rawiczu oraz przewodniczącego Okręgowej Komisji Rewizyjnej w Lesznie. 
Był kawalerem Krzyża Kawalerskiego Orderu Odrodzenia Polski i Złotego Krzyża Zasługi.